# Titulus pictus
Un titulus pictus este o inscripție comercială realizată pe suprafața anumitor artefacte (cum ar fi amforele). Inscripția specifică informații precum originea, destinația, tipul de produs etc. Tituli picti (pl.) sunt frecvente pe vasele romane folosite pentru comerț.